# Morgante
Morgante – epos renesansowego włoskiego poety Luigiego Pulciego. Poemat ten zapoczątkował we Włoszech tradycję pisania obszernych epickich dzieł wierszowanych. Został opublikowany w pełnej wersji w 1483 roku. Niekiedy stosuje się wobec niego nazwę Morgante maggiore, która odróżnia ostateczną redakcję dzieła od jego wcześniejszego wydania.

## Charakterystyka ogólna
Morgante jest utworem epickim o znacznych rozmiarach. Utwór ten jest jednym z najdłuższych poematów w całej literaturze europejskiej. Składa się z dwudziestu ośmiu pieśni. Zbudowany został z trzech tysięcy siedmiuset sześćdziesięciu trzech strof ośmiowersowych i liczy w sumie trzydzieści tysięcy sto cztery wersy. Dla porównania, Pan Tadeusz Adama Mickiewicza ma niespełna 10 000 wersów.

## Forma
Strofy poematu realizują model oktawy (po włosku ottava rima). Zwrotka taka jest zbudowana z wersów jedenastozgłoskowych (endecasillabo) i rymuje się abababcc. Jako pierwszy oktawy w poematach epickich użył w czternastym wieku Giovanni Boccaccio, jednak dopiero poeci wieku piętnastego Pulci i Boiardo, uczynili z tej strofy podstawową zwrotkę eposów bohaterskich, jak również poematów heroikomicznych.
In principio era il Verbo appresso a Dio,
Ed era Iddio il Verbo, e il Verbo Lui:
Quest'era nel principio, al parer mio,
E nulla si può far sanza costui:
Però, giusto Signor, benigno e pio,
Mandami solo un degli Angeli tui,
Che m’accompagni, e rechimi a memoria
Una famosa, antica e degna storia.

## Bohaterowie
Utwór bazuje na Pieśni o Rolandzie i późniejszych opracowaniach losów Rolanda i bitwie w wąwozie Roncevaux. Głównymi bohaterami poematu są Orlando i Rinaldo, paladyni Karola Wielkiego oraz tytułowy Morgante, olbrzym. Negatywnym bohaterem, źródłem wszelkich nieszczęść, jest Ganelon Moguntczyk, który spiskuje przeciwko szlachetnym rycerzom z Saracenami.

## Znaczenie
Znaczenie poematu Pulciego wynika z jego prekursorskiej roli wobec innych eposów włoskiego renesansu, Orlanda zakochanego (Orlando Innamorato) Mattea Marii Boiarda, Orlanda szalonego (Orlando furioso) Ludovica Ariosta i Jerozolimy wyzwolonej Torquata Tassa.

## Przekłady
Pieśń pierwszą eposu Pulciego przełożył na język angielski George Gordon Byron. Na język polski przetłumaczone zostały (przez Edwarda Porębowicza) tylko nieliczne oktawy poematu. Zostały one zamieszczone w przedwojennej antologii Panteon wielkich twórców poezji i prozy: antologja literatury powszechnej.